# VR-Baureihe K5
Die VR-Baureihe K5 waren Heißdampf-Dampflokomotiven der finnischen Staatsbahn Valtionrautatiet (VR) mit der Achsfolge 1’D h2. Die leichten Lokomotiven waren auf allen Strecken für Reise- und Güterzüge universell einsetzbar.
Die Lokomotiven wurden zwischen 1927 und 1953 gebaut. Die VR setzte sie bis 1975 ein.

## Geschichte
Am Ende der 1920er Jahre reichten durch die Zunahme des Transportaufkommens die vorhandenen Lokomotiven der 1’D-gekuppelten Baureihen K1 und K2 sowie der teilweise nur in wenigen Exemplaren vorhandenen 1’C-gekuppelten Baureihen G1 bis G12 weder leistungs- noch mengenmäßig nicht mehr aus, zudem war deren Höchstgeschwindigkeit zu gering.
Um dem Mangel abzuhelfen, wurde für die K- und S-Baureihen ab 1927 die Baureihe K5 mit deutlich größerer Leistung und Höchstgeschwindigkeit gebaut. 100 Exemplare wurden von Lokomo und Tampella mit den Betriebsnummern 800–899 zwischen 1927 und 1930 gefertigt. Die Lokomotiven wurden umgangssprachlich als Pikku-Jumbo bezeichnet.
Nach dem Winterkrieg 1939/1940 mussten 24 Lokomotiven der Baureihe K5 an die Sowjetunion abgegeben werden.

## VR-Baureihe Tk3

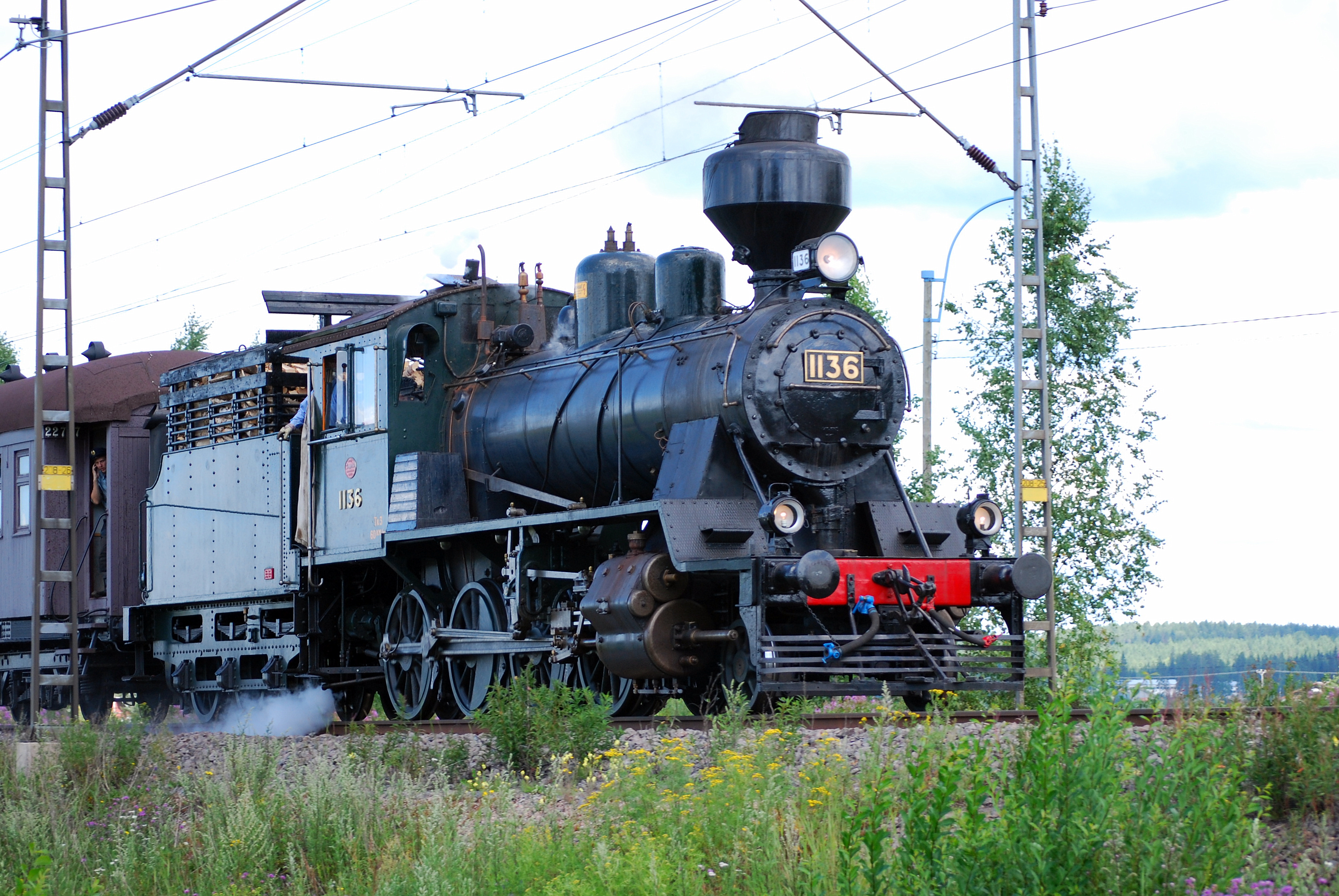
Tk3 1136 betriebsfähig im Einsatz mit Museumszügen

Mit der Änderung des finnischen Baureihenschemas 1942 erhielt die bisherige Baureihe K5 die neue Reihenbezeichnung Tk3.
Mit großen Schwierigkeiten konnten die Lokomotivfabriken Lokomo und Tampella während des Zweiten Weltkrieges und danach zwischen 1943 und 1948 die Lokomotiven 1100–1116 und 1129–1146 fertigstellen.
Die 20 Lokomotiven 1147–1166 wurden 1949 bei Frichs in Dänemark hergestellt. Die Endmontage erfolgte in der VR-Hauptwerkstätte Hyvinkää.
Die letzten vier Lokomotiven wurden von Lokomo geliefert. Sie erhielten die Nummern 1167 bis 1170.

## Lokomotiven der Raumabahn
Die private Raumabahn zwischen Kokemäki und Rauma wurde am 1. Juli 1950 von der Staatsbahn übernommen. Dabei erhielt VR unter anderem zwei baugleiche Lokomotiven, die Tampella 1927 als Nr. 8 (später Nr. 10) und 1935 (Nr. 8) gebaut hatte. Sie erhielten Nummern 1118 und 1117.

## Technische Eigenschaften
Die für Holz- und Kohlefeuerung ausgelegten Lokomotiven bildeten mit insgesamt 161 Exemplaren die größte Dampflokbaureihe Finnlands. Mit der relativ geringen Achslast von etwa 10,7 Tonnen konnten sie auf Strecken mit leichtem Oberbau eingesetzt werden. Die Lokomotiven besaßen zwei Zylinder mit einfacher Dampfdehnung.
Der Anstrich der Lokomotiven war ähnlich wie bei anderen VR-Dampflokomotiven, im Wesentlichen dunkelgrün mit schwarz abgesetzter Rauchkammer und Schornstein. Einige Lokomotiven hatten bei Ablieferung dünne Goldstreifen. Diese wurden bei Neulackierungen nicht wieder ausgeführt, so dass sie alsbald verschwanden.

## Einsatzende
Die Ausmusterung bei der VR begann in den 1960er Jahren.

## Erhaltene Lokomotiven
- Tk 3 852, Pieksämäki
- Tk 3 859, Kouvola
- Tk 3 1103, Retallack Leisure Centre & Holiday Park
- Tk 3 1104, Dampflokpark Haapamäki
- Tk 3 1105, Warschauer Bahnhof (Sankt Petersburg)
- Tk 3 1106, Parola
- Tk 3 1108, Turku
- Tk 3 1111, Haapamäki
- Tk 3 1112, Vaala
- Tk 3 1130, Haapamäki
- Tk 3 1132, Porvoo
- Tk 3 1134, Acton (Suffolk)
- Tk 3 1135, Haapamäki
- Tk 3 1136, Haapamäki
- Tk 3 1138, Suolahti
- Tk 3 1139, Haapamäki
- Tk 3 1140, Tampere
- Tk 3 1142, Haapamäki
- Tk 3 1144, Bressingham Steam and Gardens
- Tk 3 1146, Haapamäki
- Tk 3 1147, Rovaniemi
- Tk 3 1148, Rovaniemi
- Tk 3 1150, Eisenbahnmuseum Toijala (seit August 2017)
- Tk 3 1151, England
- Tk 3 1152, Ämmänsaari, Suomussalmi
- Tk 3 1154, Haapamäki
- Tk 3 1157, Acton (Suffolk)
- Tk 3 1159, Kokkola
- Tk 3 1163, Pasila
- Tk 3 1165, Seinäjoki
- Tk 3 1167, Rauma
- Tk 3 1168, Porvoo
- Tk 3 1170, Karis